# Tina Peters
Pour les articles homonymes, voir Peters.
Tina Marie Peters, née le 11 septembre 1955, est une femme politique américaine.
En 2018, elle est élue secrétaire du comté (county clerk en anglais) de Mesa dans le Colorado aux États-Unis.
En octobre 2024, elle est reconnue coupable d'avoir donné accès en mai 2021 à une personne non autorisée à des machines électorales dans une tentative ratée de prouver qu'elles avaient été utilisées pour truquer l'élection présidentielle de 2020. Elle est condamnée à neuf ans de prison,, plus de 2 ans après le début de l'affaire,.